# Tamatea
Tamatea, també anomenat Tamatea Ure Haea (« Tamatea el circumcidat »), Tamatea-pōkai-whenua-pōkai-moana (« Tamatea, el qui ha viatjat a través de les terres i a través dels mars », Tamatea-pōkaiwhenua (« Tamatea, el qui ha viatjat a través de les terres ») així com Tamatea-pōkaimoana (« Tamatea, el qui ha viatjat a través dels mars ») és un personatge ancestral maori de Nova Zelanda. Era fill de Muriwhenua i de Rongokako, el fill del cap dels Tākitimu qui va arribar a Nova Zelanda i va fundar la tribu dels Ngāti Kahungunu. Es va casar amb tres dones, totes germanes: Te Onoono-i-waho, Te Moana-i-kauia i Iwipūpū; aquesta darrera li va donar un fill, Kahungunu. Tamatea era un gran viatger que va emprendre la circumnavegació de Nova Zelanda. També va explorar una bona part de l'Illa del Nord, especialment la costa oriental i el centre. També va viatjar a la costa est de l'Illa del Sud. Va donar nom a diversos llocs, el més famós dels quals el turó de Taumatawhakatangihangakoauauotamateaturipukakapikimaungahoronukupokaiwhenuakitanatahu, el nom del qual és el topònim més llarg del món.